# Glandirana
Glandirana – rodzaj płazów bezogonowych z rodziny żabowatych (Ranidae).

## Zasięg występowania
Rodzaj obejmuje gatunki występujące na półwyspie Koreańskim i północno-wschodnich Chinach, być może również w sąsiednim regionie rzeki Ussuri w Rosji oraz na południe do południowo-wschodnich Chin; na Honsiu, Sikoku i Kiusiu w Japonii; wprowadzone na Hawaje w Stanach Zjednoczonych.

## Systematyka
Rodzaj zdefiniował w 1990 roku zespół chińskich herpetologów, Fei Liang, Ye Changyuan i Huang Yongzhao, w publikacji ich autorstwa poświęconej opisowi chińskich płazów. Gatunkiem typowym jest (oryginalne oznaczenie) G. minima.

### Etymologia
- Glandirana: łac. glans, glandis ‘żołądź’[4]; rana ‘żaba’[5].
- Rugosa: epitet gatunkowy Rana rugosa Temminck & Schlegel, 1838 (łac. rugosus ‘pomarszczony’[6]). Gatunek typowy (oryginalne oznaczenie): Rana rugosa Temminck & Schlegel, 1838.

### Podział systematyczny
Do rodzaju należą następujące gatunki:
- Glandirana emeljanovi (Nikolskii, 1913)
- Glandirana minima (Ting & T’sai, 1979)
- Glandirana reliquia Shimada, Matsui, Ogata & Miura, 2022
- Glandirana rugosa (Temminck & Schlegel, 1838)
- Glandirana susurra (Sekiya, Miura & Ogata, 2012)
- Glandirana tientaiensis (Chang, 1933)